# Zamia restrepoi
Zamia restrepoi là một loài thực vật hạt trần trong họ Zamiaceae. Loài này được (D.W. Stev.) A. Lindstr. mô tả khoa học đầu tiên năm 2009.